# Bassey William Andem
Bassey William Andem (* 14. Juni 1968 in Douala) ist ein ehemaliger kamerunischer Fußballtorhüter.

## Karriere

### Klub
Er begann seine Karriere 1989 bei Union Douala in seinem Heimatland, wo er bis 1991 Teil des Kaders war. Anfang 1992 wechselte er auf Leihbasis weiter zu Olympic Mvolyé, wo er noch einmal kurz spielte.
Anschließend zog es ihn nach Brasilien, wo er sich Cruzeiro Belo Horizonte für drei Jahre anschloss, darauf wiederum wechselte er innerhalb des Landes weiter zum EC Vitória, wo er jedoch nur ein Jahr blieb. Ab 1998 spielte er dann in Portugal für Boavista Porto, wo er auch seine längste Karrierestation hinlegte. Erst nach der Spielzeit 2006/07 verließ er den Klub wieder, um für den CD Feirense noch einmal eine Saison zu spielen und danach seine Karriere zu beenden.

### Nationalmannschaft
Seinen ersten bekannten Einsatz für die kamerunische Nationalmannschaft hatte er am 9. März 1990 bei dem 2:0-Sieg über Kenia während des Afrika-Cup 1990. Nach einem weiteren Einsatz hier wurde er danach erst einmal nur in weiteren Freundschafts- als auch Qualifikationsspielen für den Afrika-Cup 1992 eingesetzt. Es folgten dann noch ein Einsatz bei der Qualifikation für die Weltmeisterschaft 1994 sowie einige in der Qualifikation für den Afrika-Cup 1996. Beim Afrika-Cup 1996 selbst durfte er im Gruppenspiel gegen Südafrika zudem auch noch einmal das Tor hüten. Sein letztes Spiel hatte er dann aber schließlich am 31. Mai 1998 bei einem 2:0-Freundschaftsspielsieg über Luxemburg. Zwar stand er auch im Kader des Teams bei der Weltmeisterschaft 1998, erhielt jedoch dort keinen Einsatz.